# Міхай Лантош
Міхай Лантош (угор. Lantos Mihály), уроджений Міхай Ленденмайер (нім. Mihály Lendenmayer, 29 вересня 1928, Будапешт — 31 грудня 1989, там само) — угорський футболіст, що грав на позиції захисника, зокрема, за клуб МТК (Будапешт), а також національну збірну Угорщини. По завершенні ігрової кар'єри — тренер.
У складі збірної — олімпійський чемпіон Гельсінкі, віце-чемпіон світу 1954 року, володар кубка Центральної Європи. Триразовий чемпіон Угорщини. Володар Кубка Мітропи. 

## Клубна кар'єра
У футболі дебютував 1941 року виступами за команду «Маваг», в якій провів два сезони. 
Згодом з 1943 по 1947 рік грав у складі БВСК, «Конзум» та «Вашуташ».
1947 року перейшов до клубу МТК, за який відіграв 14 сезонів. Більшість часу, проведеного у складі МТК, був основним гравцем захисту команди. Завершив професійну кар'єру футболіста виступами за команду МТК у 1961 році. За цей час тричі став чемпіоном Угорщини і виграв кубок Мітропи.

## Виступи за збірну
1949 року дебютував в офіційних матчах у складі національної збірної Угорщини. Протягом кар'єри у національній команді провів у її формі 53 матчі, забивши 5 голів.
У складі збірної був учасником  футбольного турніру на Олімпійських іграх 1952 року у Гельсінкі, здобувши того року титул олімпійського чемпіона.
У складі збірної був учасником чемпіонату світу 1954 року у Швейцарії, де зіграв з Південною Кореєю (9-0), з ФРН (8-3), в чвертьфіналі з Бразилією (4-2), в півфіналі з Уругваєм (4-2) і в фіналі з ФРН (2-3). Здобув звання віце-чемпіона світу.

## Кар'єра тренера
Розпочав тренерську кар'єру, повернувшись до футболу після невеликої перерви, 1965 року, ставши асистентом головного тренера грецького клубу «Олімпіакос».
1977 року став головним тренером команди «Відеотон», тренував клуб з Секешфегервара три роки.
Протягом тренерської кар'єри також очолював команди «Комлої Баняс» і «Нодьконіжаї Олойбаняс».
Останнім місцем тренерської роботи був клуб «Залаегерсег», головним тренером команди якого Міхай Лантош був з 1980 по 1981 рік.
Помер 31 грудня 1989 року на 62-му році життя у місті Будапешт.

## Титули і досягнення

### Збірна
- Олімпійський чемпіон: 1952
- Володар кубка Центральної Європи (1): 1953

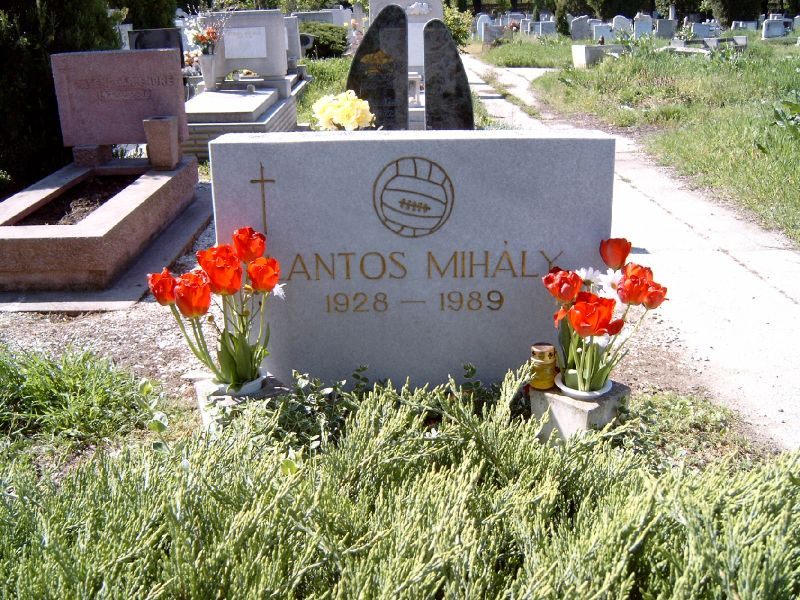
Могильна плита Міхая Лантоша

- Віце-чемпіон світу: 1954

### Клуб
- Чемпіон Угорщини (3):

МТК: 1951, 1953, 1957-58
- Володар Кубку Угорщини (1):

МТК: 1951-52
- Володар Кубка Мітропи (1):

«Ворош»: 1955